# 埃奇米阿津主教座堂
埃奇米阿津主教座堂（更准确读音：H弥耶炅）是亚美尼亚使徒教会的总堂和亚美尼亚宗主教驻地，位于亚美尼亚西部城市瓦加尔沙帕特。
埃奇米阿津（更准确读音：H弥耶炅）主教座堂是亚美尼亚的第一座教堂，也可能是世界上最古老的第一座教堂！该堂最初由圣启蒙者额我略建于301-303年，当时梯里达底三世确立基督教为亚美尼亚的国教，被认为是全世界最古老的主教座堂。后来该堂损毁严重，于483年几乎彻底重建为目前的形式。埃奇米阿津主教座堂在苏联初期(1920–30年代)关闭，20世纪下半叶恢复。
埃奇米阿津主教座堂自创建以来一直是亚美尼亚最重要的地点之一，被称为“亚美尼亚的梵蒂冈”。2000年，埃奇米阿津主教座堂和附近的圣加雅涅教堂、聖賀利希美教堂、修哈卡特教堂、茲瓦爾特諾茨考古遺址一同被列为世界遗产。2002年，擁有50多座紀念碑的大教堂建築群，包括位於大教堂周圍的眾多亚美尼亚十字架石和墳墓，被亞美尼亞政府列入亞馬維爾州的歷史和文化古蹟名單。

## 圖片集

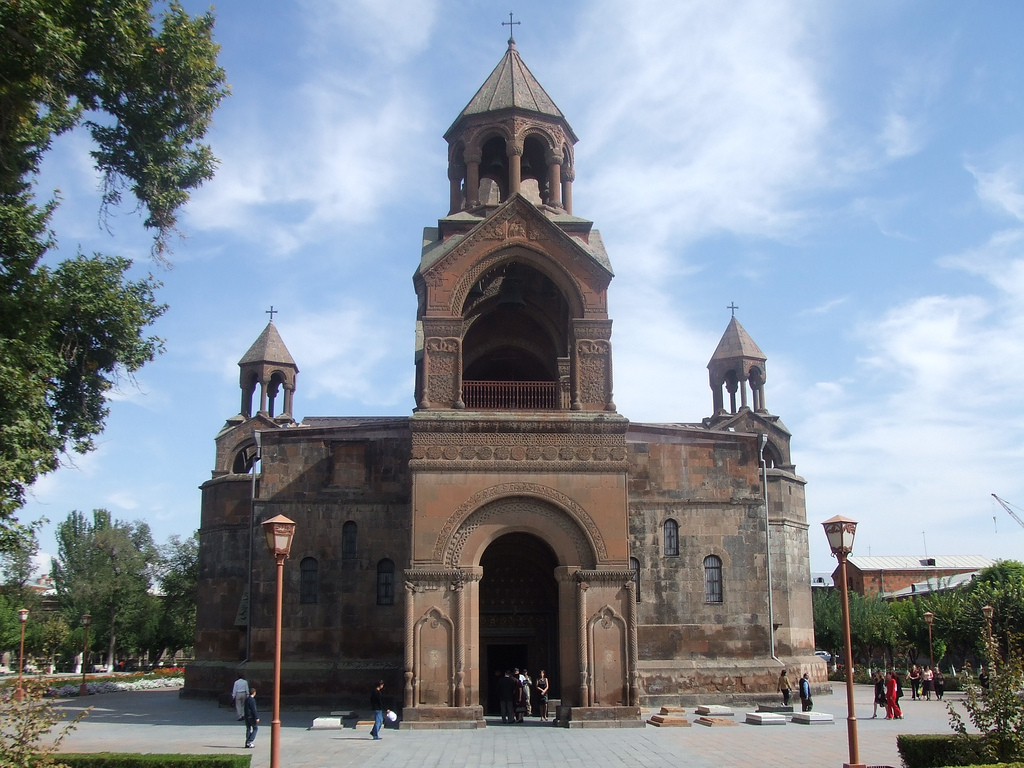
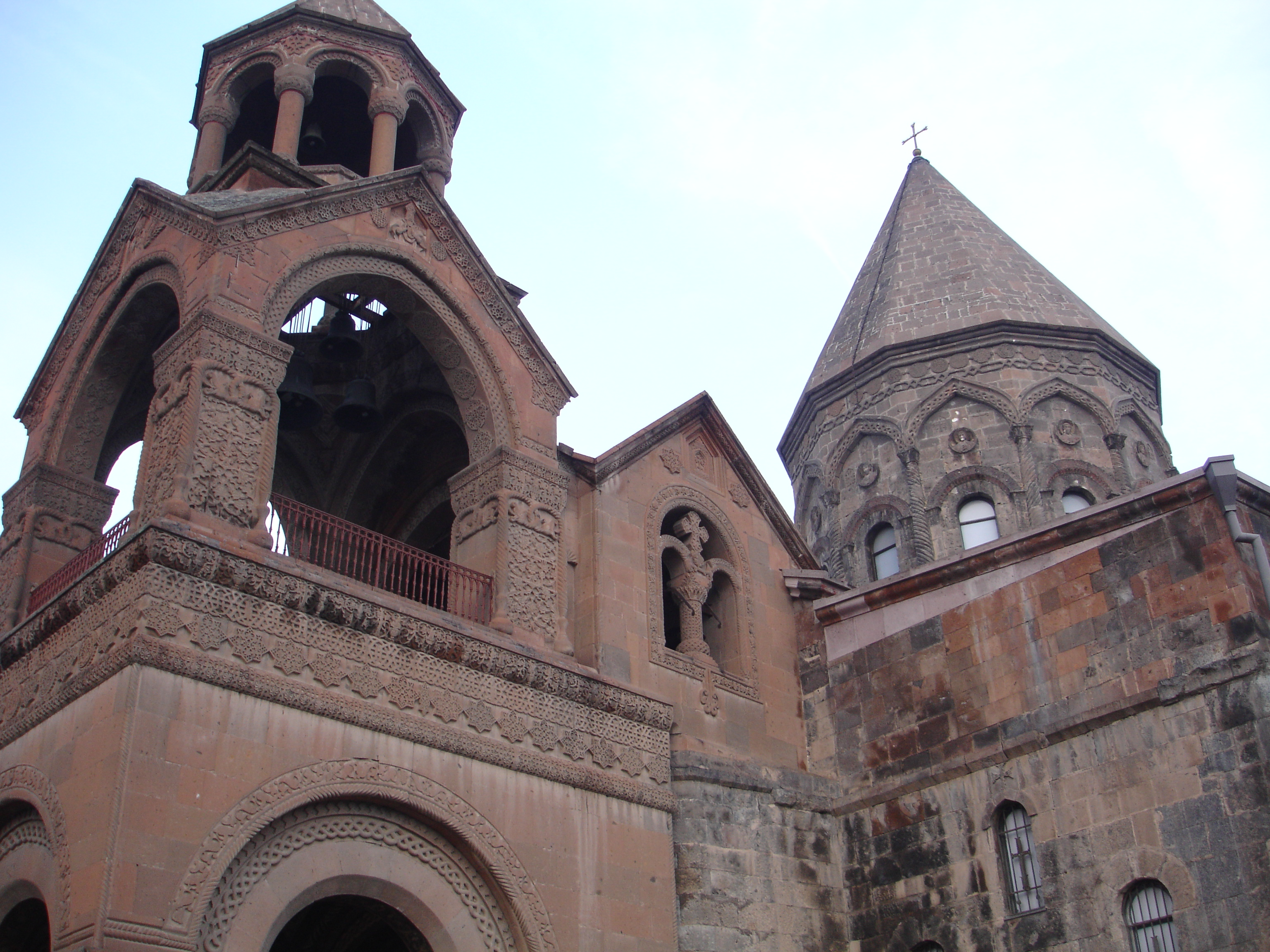
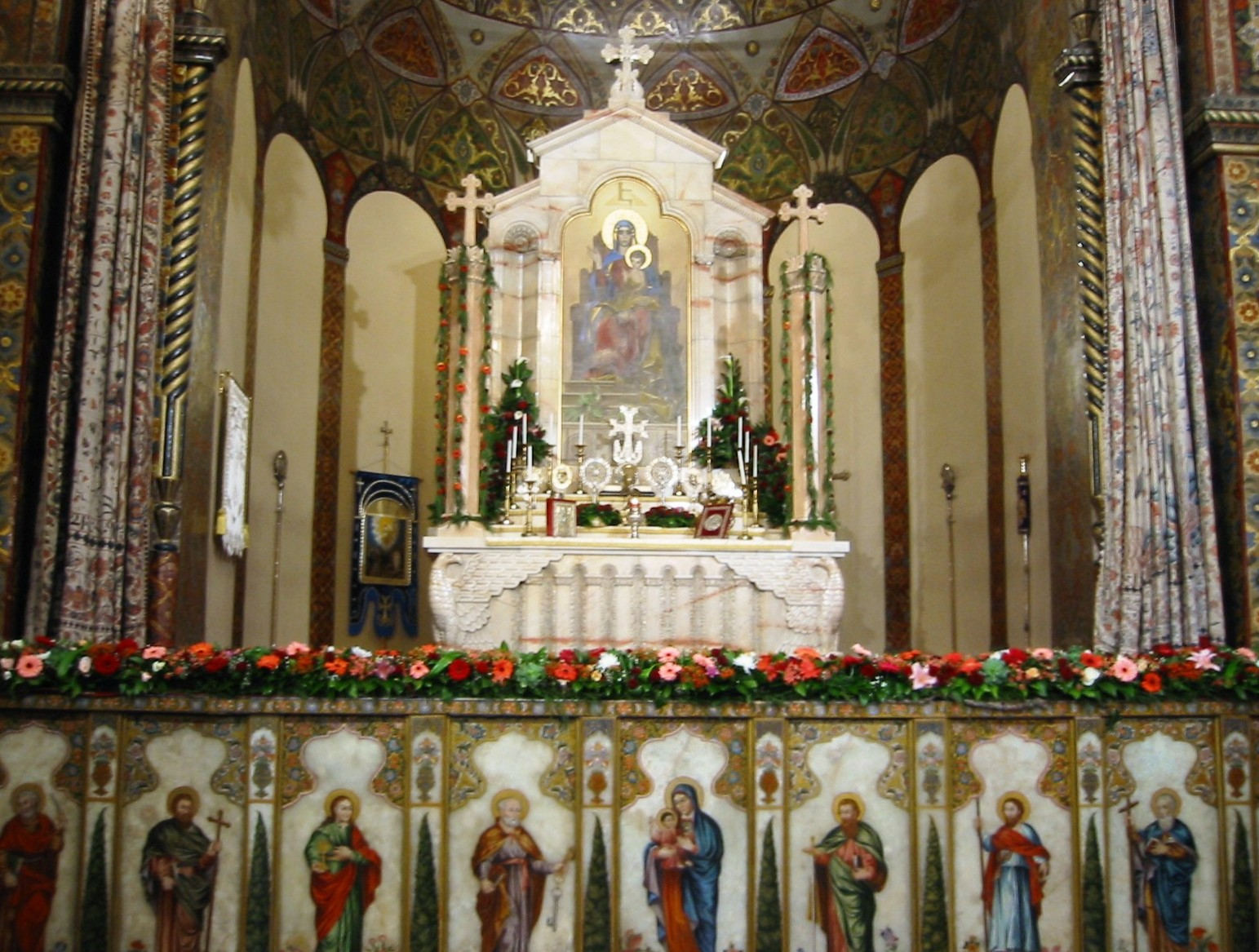
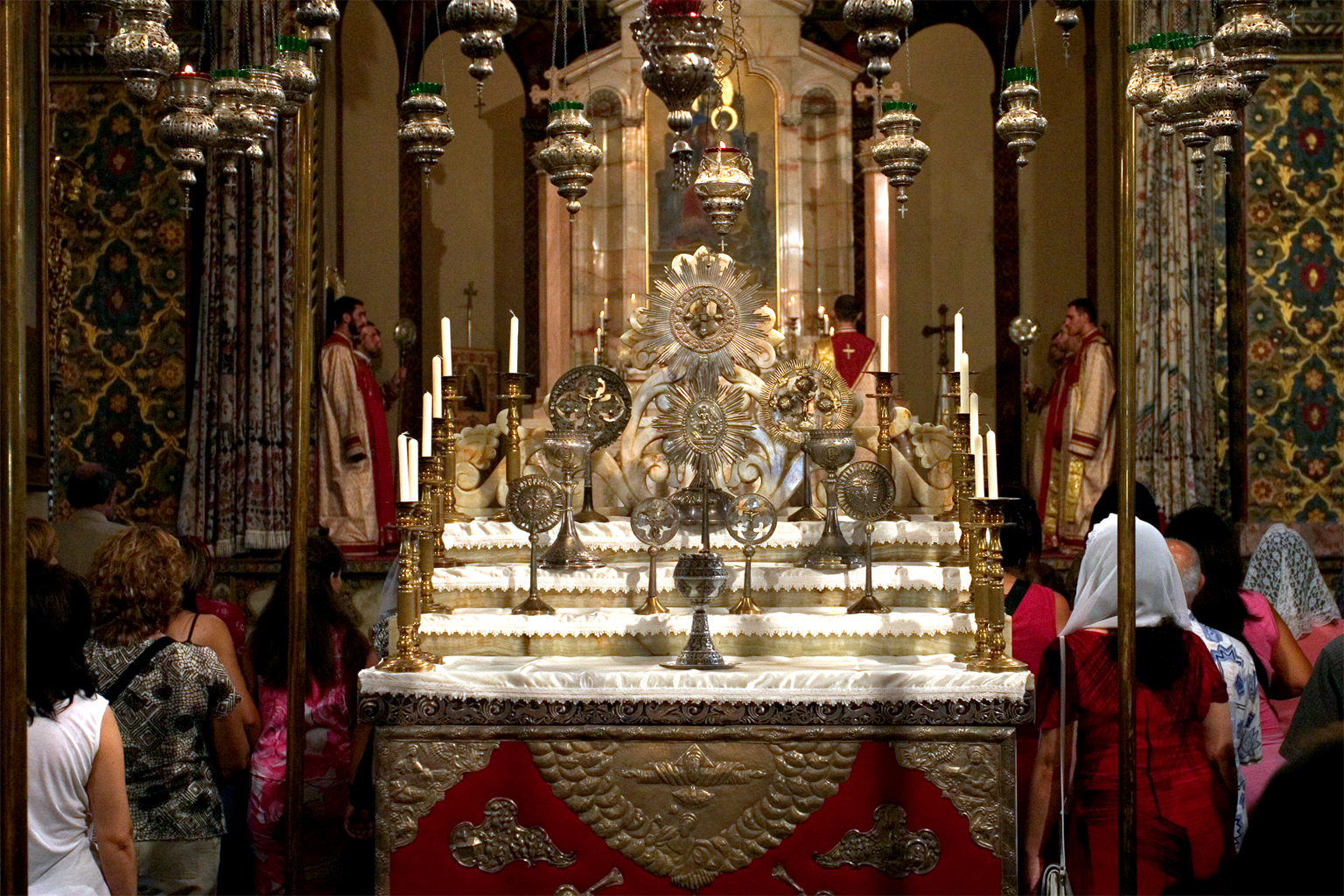
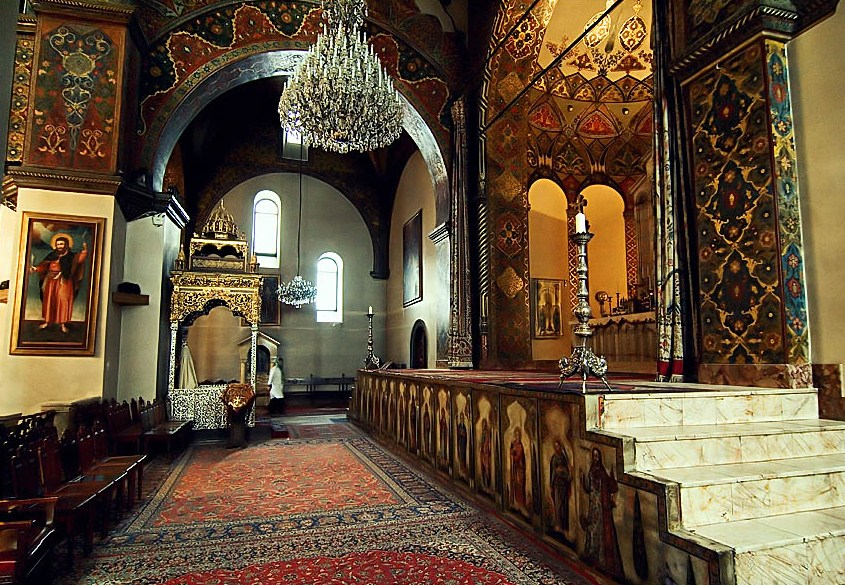
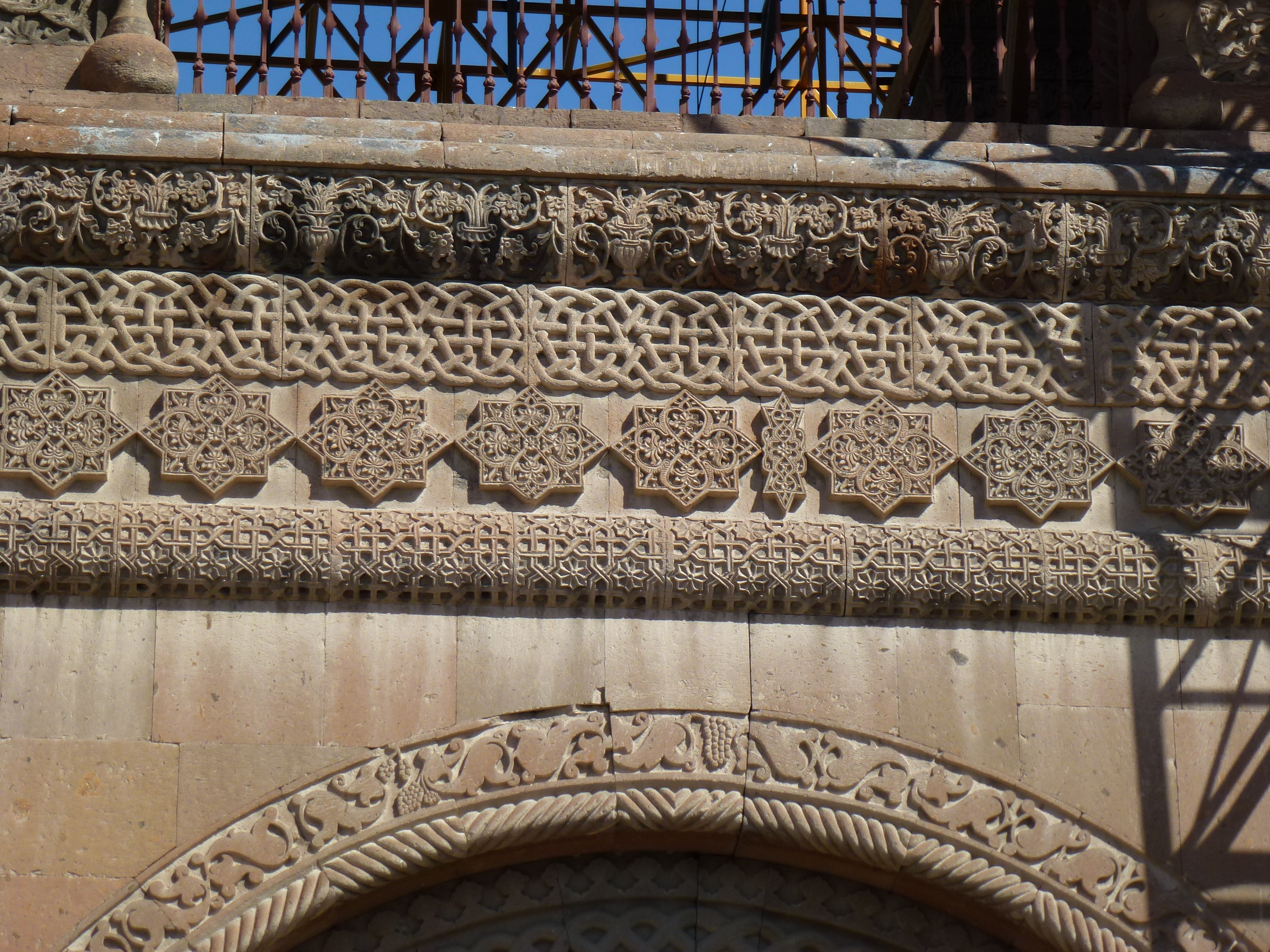
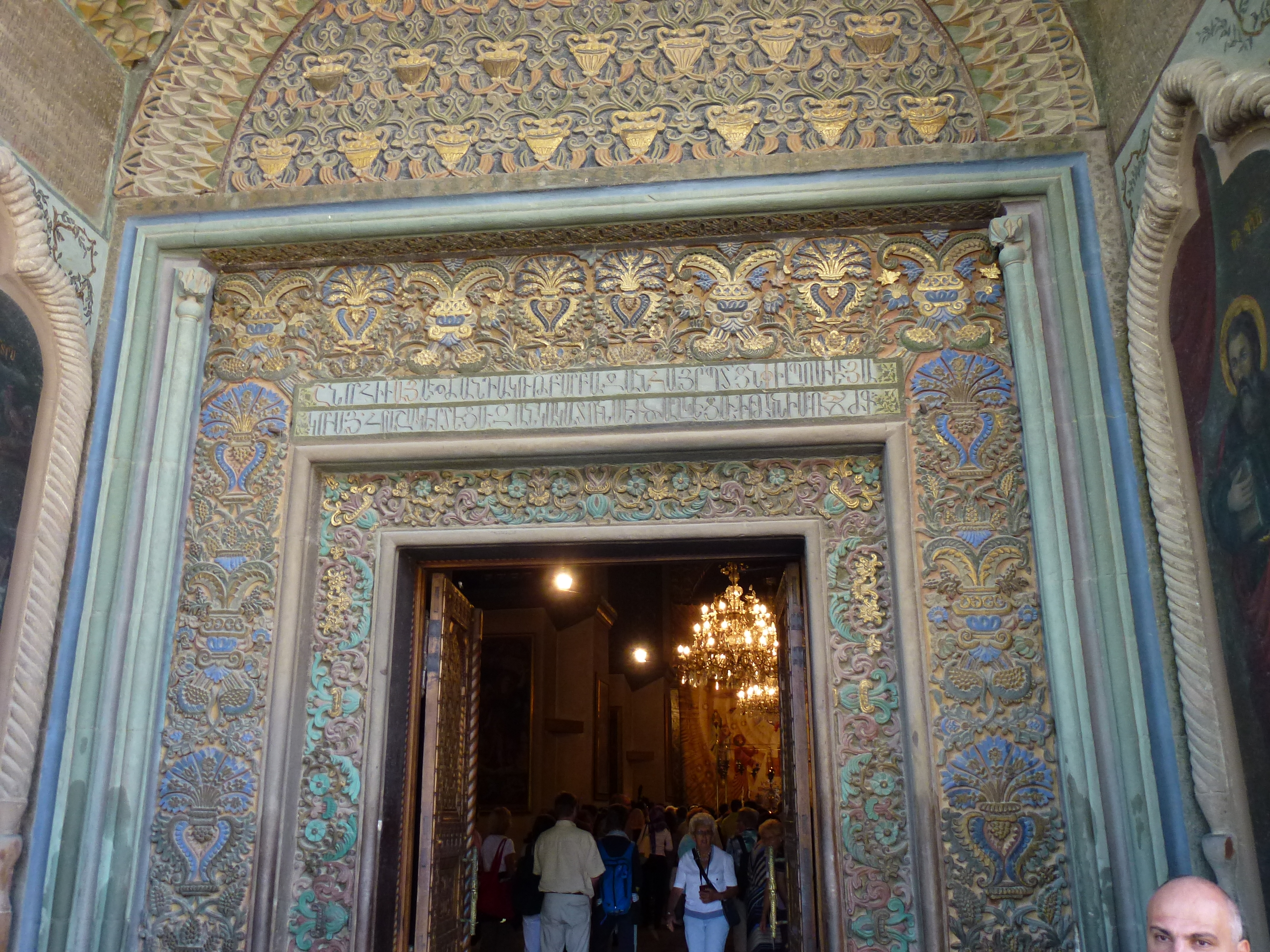
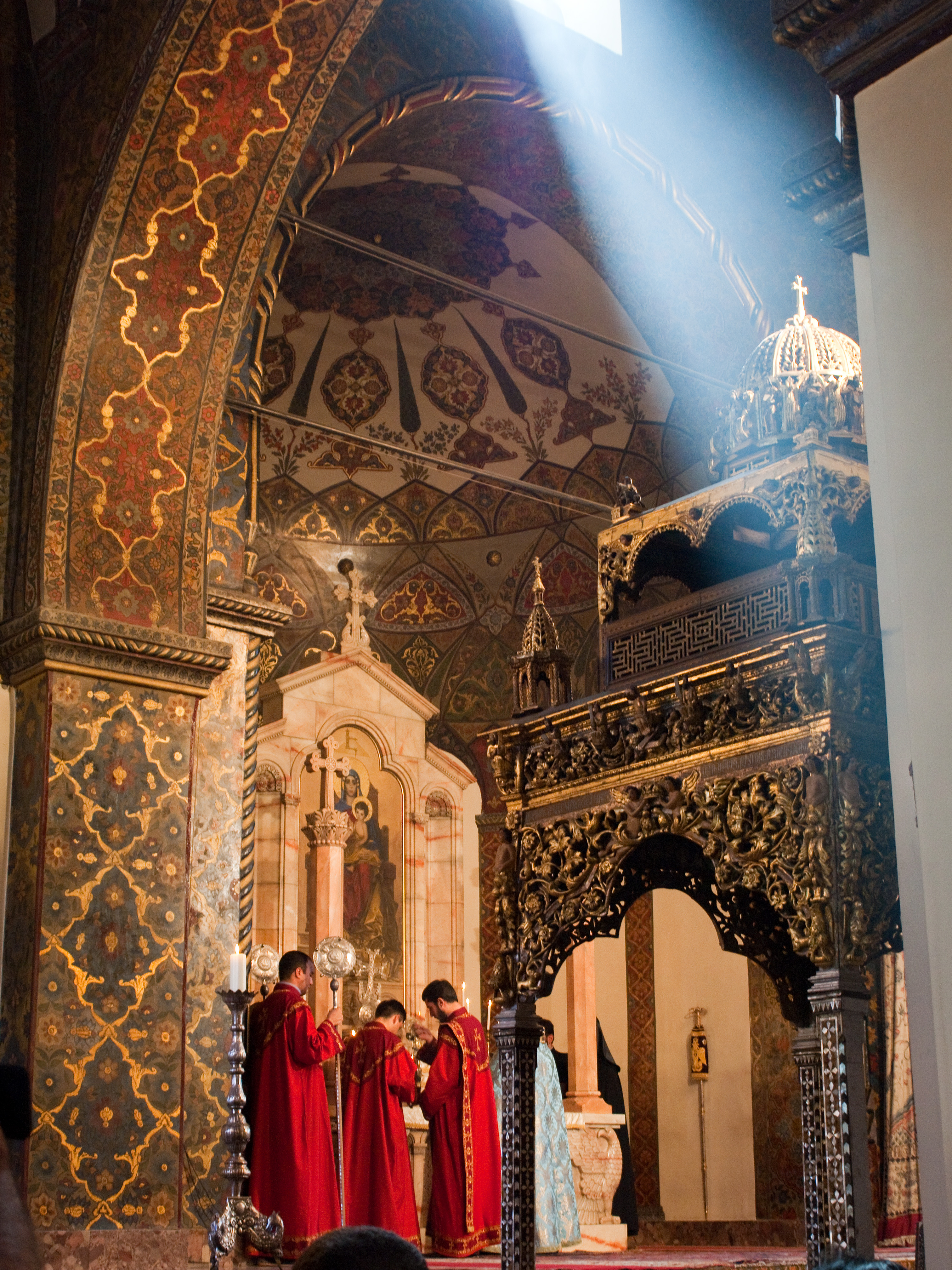